# João da Nova
João da Nova (Maceda, Orense, ca. 1460-Cochín, India, 1509), también conocido como João da Nova Castelia o Xoán de Novoa, o Juan de Nova, fue un explorador español originario de Galicia al servicio de la corona de Portugal. Se le acredita como descubridor de la isla Ascensión (1501) y de la isla Santa Elena (1502). La francesa isla Juan de Nova, en el canal de Mozambique, fue nombrada en su honor, y algunos creen que pudiera haber nombrado las islas Agalega, en el océano Índico, al norte de Mauricio.

## Biografía
Nació en el castillo de Maceda, Galicia, que por entonces ya era parte de la Corona de Castilla, miembro de una familia noble. Siendo un muchacho, fue enviado por su familia a Portugal, con el fin de escapar de las luchas entre las facciones aristocráticas conocidas como la revuelta Irmandiña. En 1483 el castillo familiar fue parcialmente destruido y la familia huyó mayoritariamente a Benavente (hoy provincia de Zamora), donde se encontraba la poderosa familia Pimentel; otros, los menos a Pontevedra, y el joven João da Nova permaneció en Portugal. 
Pronto adoptó a Portugal como patria y sus habilidades le valieron el nombramiento por el rey Manuel I de Portugal como Alcaide menor (alcalde) de Lisboa en 1496.

### Viajes a la India

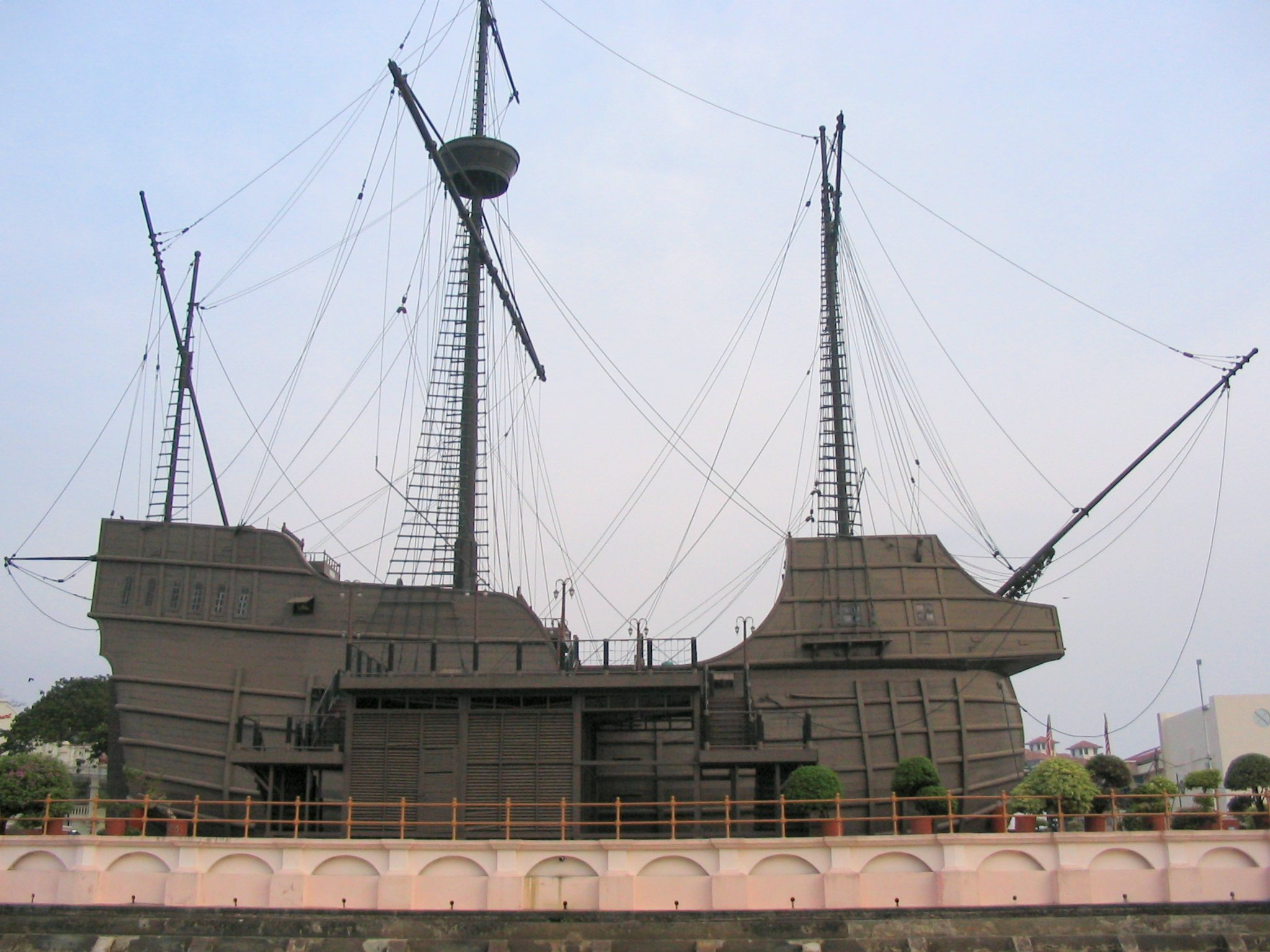
Reproducción del Flor de la mar, Museo Marítimo de Malaca.

El 9 o 10 de marzo de 1501, João da Nova partió como comandante de la tercera expedición portuguesa a la India, liderando una pequeña flota de cuatro barcos en virtud de una iniciativa privada conjunta del florentino Bartolomeo Marchionni y el portugués Álvaro de Braganza. Durante esta expedición, se cree que fue el primer europeo en haber visto la isla Ascensión (1501), pero no informó de ello. Establecieron una factoría (puesto comercial) en Cananor, en la costa suroccidental de la India, dejando allí un factor. Luego derrotó cerca de allí a la flota del Zamorín de Calicut, que temía la creciente presencia comercial portuguesa en la India, de camino a casa en la primera batalla naval portuguesa de importancia librada en el Océano Índico. Los registros históricos del estado también le acreditan como el descubridor de la isla de Santa Elena el 21 de mayo de 1502, en su viaje de regreso desde la India a Portugal, a la que dio el nombre en honor de Elena de Constantinopla. Finalmente él llegó a Lisboa el 11 de septiembre de 1502.
El 5 de marzo de 1505 emprendió otro viaje a la India, esta vez al mando de la nave Flor de la mar en la flota del primer virrey de la India portuguesa Francisco de Almeida, habiéndole sido concedida por el rey una carta que le facultaba para ser capitán general (capitão-mor) de la flota de la costa india si fuera conveniente. Conquistaron Mombasa (en la costa oriental de África, actual Kenia) y llegaron a Cochín (en la costa india, actual estado de Kerala) el 1 de noviembre, donde João da Nova se enfrentó valientemente a la flota del zamorín de Kozhikode. Al surgir un conflicto con Almeida, que no le concedió el título de capitán general, sino que favoreció en su lugar a su propio hijo Lourenço de Almeida, se marchó de regreso a Portugal. Este hecho parece ser el comienzo de una serie de desgracias en la vida de João da Nova. Su barco Flor de la Mar tuvo una fuga en el casco en el cabo de Buena Esperanza y él enfermó, decidiendo esperar los monzones en la isla, desde entonces, llamada isla Juan de Nova. Allí, en 1506, se encontró con su buen amigo Tristão da Cunha, que al mando de una flota de 14 barcos iba rumbo a la isla de Socotra, y que hizo todo lo posible para salvarle a él y su barco, siendo reparado en Mozambique. João da Nova se unió a la flota y siguió a la India, para no volver a Portugal de nuevo. 
En esta expedición navegó bajo el mando de Afonso de Albuquerque, comandante de una escuadra de seis barcos, que posteriormente se separó bajo las órdenes reales secretas para atacar a la isla de Ormuz (1507) (y teniendo la misión secreta de reemplazar al virrey Almeida como próximo gobernador de la India). Sin embargo, João da Nova partió también descontento con Albuquerque, que no accedió a su carta. Más tarde, Albuquerque hizo arrestar a João da Nova después de un conflicto en el que incluso le habría golpeado, porque tenía la intención de navegar a la India, contradiciendo las órdenes de Albuquerque de ir a la península arábiga para recoger suministros en preparación para la conquista de Ormuz. Finalmente, João da Nova fue perdonado, porque era necesario y por la valentía que demostró en el ataque contra Mascate, Omán. João da Nova fue herido en Ormuz, y mostró su temperamento impulsivo en varias ocasiones. 
Más tarde, en febrero del 1509, João da Nova participó en la decisiva batalla de Diu, en la que Portugal consiguió la hegemonía en el Océano Índico, donde, junto con su barco Flor de la Mar tuvo un papel decisivo. Más tarde, en julio del mismo año, da Nova murió en Cochin, India.